# Lago di Molveno
Il lago di Molveno è un lago del Trentino-Alto Adige. Bagna con le sue acque il territorio di due comuni: il Comune di Molveno e il Comune di San Lorenzo Dorsino. Deve gran parte del suo fascino alla cornice naturale che lo circonda: ad ovest si erge la catena centrale del Gruppo di Brenta (Campanile Basso, Croz dell'Altissimo, Sfulmini, Cima Tosa), a sud est il massiccio del monte Gazza e della Paganella.

## Descrizione

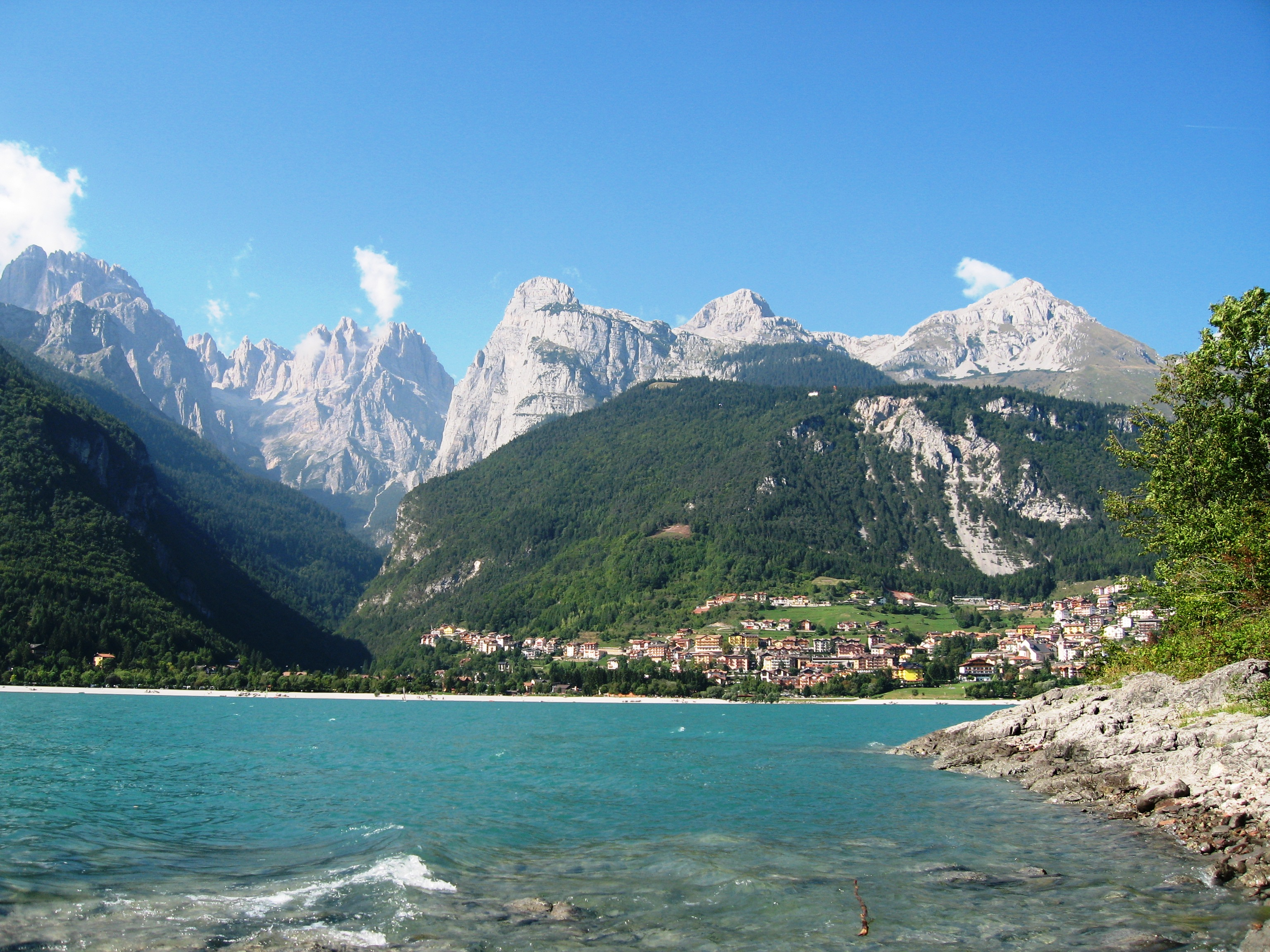
Il paese di Molveno, ai piedi delle Dolomiti di Brenta, visto dalle rive del suo omonimo lago

La "preziosa perla in più prezioso scrigno", come il poeta Antonio Fogazzaro lo definiva, è un lago alpino di origine naturale, formatosi circa 4.000 anni fa a seguito di un'imponente frana. 
Dal 2011 al 2018 è stato premiato da Legambiente e dal TCI col marchio di qualità ambientale "5 vele", nonché risulta essere dal 2014 il "lago più bello d'Italia" per la qualità dell'acqua, della spiaggia, dei servizi e della sicurezza.
È il secondo lago per estensione del Trentino-Alto Adige, dopo il lago di Caldonazzo, tra quelli interamente compresi nei confini della regione e ha una profondità massima di 119 metri.
Il pendio settentrionale, dove si trova l'abitato di Molveno, si distende verso il lago con prati pianeggianti e spiagge, il "Lido di Molveno", che durante l'estate è molto frequentato da numerosi turisti. 
Un ramo settentrionale del lago di Molveno, inserito tra le pendici della Paganella e del gruppo di Brenta, è chiamato "lago di Bior". In esso si riversano le acque del rio Lambin.
Attorno al lago si trovano diversi fortini napoleonici e presso il "Ponte Romano" una cascata che riversa direttamente le acque all'interno del lago.

## Storia
Dal 1957 le acque del lago alimentano la centrale idroelettrica del lago di Santa Massenza. I lavori per la realizzazione delle condutture idriche di convoglio delle acque dai fiumi Sarca e dai bacini in val di Genova nel lago, nonché le relative opere idrauliche di portata alla centrale installate sul fondo del bacino hanno modificato l'equilibrio naturale del lago, le cui acque possono essere utilizzate in maggiore o minore misura in base alle esigenze dell'impianto elettrico a valle. Il lago, pur di indiscussa origine naturale, può quindi definirsi come bacino artificiale. Le acque convogliate nel lago influiscono sulla temperatura del bacino, che risulta leggermente più bassa rispetto a quella di altri laghi alpini situati ad altitudini simili. Da anni sono state introdotte, specie per le esigenze turistiche della zona, limitazioni di invaso e svuotamento dello specchio d'acqua, che oggi non possono superare i 2 metri di dislivello.
Ogni 10 anni circa l'invaso viene svuotato quasi completamente per poter permettere la manutenzione della centrale idroelettrica di Nembia, ovvero le opere idrauliche e la galleria di scarico. Ciò comporta ogni volta preoccupazioni da parte dei pescatori per la sopravvivenza del salmerino presente nel lago.